# Гайдаш, Александр Николаевич
Алекса́ндр Никола́евич Га́йдаш (укр. Олександр Миколайович Гайдаш; род. 7 августа 1967, Жданов, Донецкая область) — советский и украинский футболист, нападающий. Мастер спорта СССР (1991). Заслуженный работник физической культуры и спорта АР Крым.
Выступал за сборную Украины, провёл 2 матча.

## Биография
Начинал заниматься футболом в мариупольской команде «Факел», у тренера Николая Петровича Кравцова. В 1980, вторую половину года, из-за ревматизма ног, вынужден был лежать в больнице. Вылечить травму и продолжить занятия футболом ему помог Петр Ефимович Шульман, организатор футбольного класса в школе № 62 г. Жданова, где учился Гайдаш. С восьмого класса Александр продолжил занятия футболом в ДЮСШ № 3 и благодаря этому преодолел болезнь.

### Карьера

#### Клубная
В 1984 зачислен в клуб Второй лиги «Новатор» (Жданов). Вскоре он участвовал в составе «Новатора» на международном юношеском турнире, где замечен тренерами донецкого «Шахтёра». Следующие 2 года провёл в дубле «горняков», проведя в основе только 4 матча.
В декабре 1986 года призван в армию, принял присягу. Вскоре вновь вернулся в «Шахтёр», где был до лета 1987 года. В одной из игр дублёров против «Динамо» (Тбилиси) забил 4 мяча (счёт матча 4:0), после чего вышел в матче основных команд. Выйдя на поле на 70-й минуте, был активен и заработал пенальти (матч в итоге завершился со счётом 1:1).
Сразу после этого был вызван в клуб Второй лиги СКА (Киев), где провёл часть сезона 1987 года. В конце 1987 играл в дубле ЦСКА (Москва) — 5 игр, 1 гол. В 1988 играл во Второй лиге за «Новатор», где особыми успехами не выделялся — 6 голов в 33 матчах.
В декабре 1988 на Гайдаша вышел тренер «Таврии» Анатолий Заяев. После разговора с наставником, Гайдаш дал согласие на переход в симферопольский клуб. В 1989 году «Таврия» выступила очень успешно — клуб занял в первой лиге чемпионата СССР 6-е место, а Гайдаш стал третьим в споре бомбардиров лиги с 27 мячами.
В ноябре 1991 заключил контракт с турецким «Сарыером». Однако из-за череды травм и разногласий с руководством в клубе не задержался и уже летом 1992 вернулся домой. Был вариант перейти в «Днепр» к Николаю Павлову, но он сорвался. В итоге, сезон 1992/93 Гайдаш провёл в «Таврии».
В декабре 1993 года выехал в Израиль, где заключил контракт с клубом Высшей лиги «Маккаби» (Герцлия). Однако уже в первой же игре за новый клуб получил травму и выбыл на два месяца. Восстановившись, пытался заиграть на прежнем уровне, но этому мешал лимит на легионеров и успешная игра на его позиции другого иностранца.
Проведя сезон 1994/95 снова в «Таврии», вернулся в Израиль. После успешного тренировочного матча заключил контракт с клубом низшей лиги чемпионата Израиля «Маккаби» (Явне). За новую команду играл довольно успешно — в чемпионате и Кубке забил 13 мячей. Продолжению карьеры в Израиле помешало обострение болезни Боткина, которую футболисту занесли в 1995 во время лечения в Москве.
В 1996—1999 снова играл в составе «Таврии», был капитаном команды. Из-за хронических проблем в клубе с оплатой труда футболистов в конце 1999 покинул команду и заключил двухгодичный контракт с клубом «Металлург» (Мариуполь).
В марте 2001, возвращаясь в Мариуполь со сбора в Ялте на собственной «девятке» (за рулем была жена), попал в автоаварию и был госпитализирован с переломом ключицы. Благодаря своему упорству в тренировках, сумел выйти на поле уже в мае того же года. Карьеру завершил в «Таврии» после окончания осенней части сезона 2003/04. Всего в высшей лиге Украины провёл 259 матчей, забил 95 мячей.

#### В сборной
За сборную Украины сыграл 2 игры.
Дебютировал 27 апреля 1993 года в товарищеском матче со сборной Израиля (1:1), заменив в перерыве после первого тайма Анатолия Мущинку.
Свой второй (и последний) матч провёл 18 мая 1993 года против сборной Литвы (2:1), заменив на 64-й минуте Юрия Грицыну.
| Матчи в составе сборной Украины по футболу | Матчи в составе сборной Украины по футболу | Матчи в составе сборной Украины по футболу | Матчи в составе сборной Украины по футболу | Матчи в составе сборной Украины по футболу | Матчи в составе сборной Украины по футболу | Матчи в составе сборной Украины по футболу | Матчи в составе сборной Украины по футболу | Матчи в составе сборной Украины по футболу | Матчи в составе сборной Украины по футболу | Матчи в составе сборной Украины по футболу | Матчи в составе сборной Украины по футболу | Матчи в составе сборной Украины по футболу |
| N                                          | №                                          | Дата                                       | Место                                      | Турнир                                     | Соперник                                   | Счёт                                       | Голы                                       | Минуты                                     | Замены                                     | Наказания                                  | Клуб                                       | Примечание                                 |
| ------------------------------------------ | ------------------------------------------ | ------------------------------------------ | ------------------------------------------ | ------------------------------------------ | ------------------------------------------ | ------------------------------------------ | ------------------------------------------ | ------------------------------------------ | ------------------------------------------ | ------------------------------------------ | ------------------------------------------ | ------------------------------------------ |
| 1                                          | 5                                          | 27.04.1993                                 | Украина, Одесса, «Центральный стадион ЧМП» | Товарищеский матч                          | Израиль                                    | 1 : 1                                      |                                            | 45                                         | 46'                                        |                                            | «Таврия» (Симферополь)                     |                                            |
| 2                                          | 6                                          | 18.05.1993                                 | Литва, Вильнюс, «Жальгирис»                | Товарищеский матч                          | Литва                                      | 2 : 1                                      |                                            | 27                                         | 64'                                        |                                            | «Таврия» (Симферополь)                     |                                            |
| Итого:                                     | Итого:                                     | Итого:                                     | 2 игры; +1 =1 −0; голы 3:2 (+1)            | 2 игры; +1 =1 −0; голы 3:2 (+1)            | 2 игры; +1 =1 −0; голы 3:2 (+1)            | 2 игры; +1 =1 −0; голы 3:2 (+1)            |                                            | 72 мин.                                    | 72 мин.                                    |                                            |                                            |                                            |

#### Тренерская
Первое время после завершения карьеры игрока продолжал работать в «Таврии» начальником команды. Через полгода, после ухода Анатолия Заяева, также покинул команду.
В 2004—2005 работал спортивным директором клуба «Крымтеплица» (Молодёжное). В сезоне 2005/06 был главным тренером команды «Ялос» (Ялта). С сентября 2006 до конца 2007 возглавлял клуб «Крымтеплица». В 2008—2009 — главный тренер клуба «Феникс-Ильичёвец». В 2011 года играл за одну из ветеранских команд на первенство Крыма.
После аннексии Крыма РФ принял российское гражданство. В 2014 году стал генеральным директором симферопольского ТСК.

## Достижения
- Финалист Кубка первой лиги чемпионата СССР 1990 года[9].
- Лучший бомбардир «Таврии» (Симферополь) в чемпионатах Украины в высшей лиге: 85 голов.
- Второй бомбардир «Таврии» (Симферополь) в чемпионатах за всю историю клуба — 148 голов.
- Трижды становился лучшим бомбардиром сезона в симферопольской «Таврии» в 1997, 1998, 2003 годах.
- По версии версии интернет-портала Football.ua, четвёртый футболист в истории симферопольской «Таврии»[10].
- Член бомбардирского Клуба Олега Блохина — 114 голов.

## Семья
Жена Елена, сыновья Андрей и Евгений — профессиональные футболисты.